# Thành Minh
Thành Minh là một xã thuộc huyện Thạch Thành, tỉnh Thanh Hóa, Việt Nam.
Xã Thành Minh có diện tích 33,44 km², dân số năm 1999 là 8216 người, mật độ dân số đạt 246 người/km².